# Иоанн (Смирнов, Иван Ксенофонтович)
Не следует путать с Архиепископом Иркутским и Верхоленским Иоанном (Смирновым)
Архиепи́скоп Иоа́нн (в миру Ива́н Ксенофо́нтович Смирно́в; 24 августа [5 сентября] 1844, Красно, Владимирская губерния — 14 октября 1919, Рязань) — архиерей Русской православной церкви, архиепископ Рязанский и Зарайский, духовный писатель, кандидат богословия (1867), магистр богословия (1869).

## Биография

### Семья

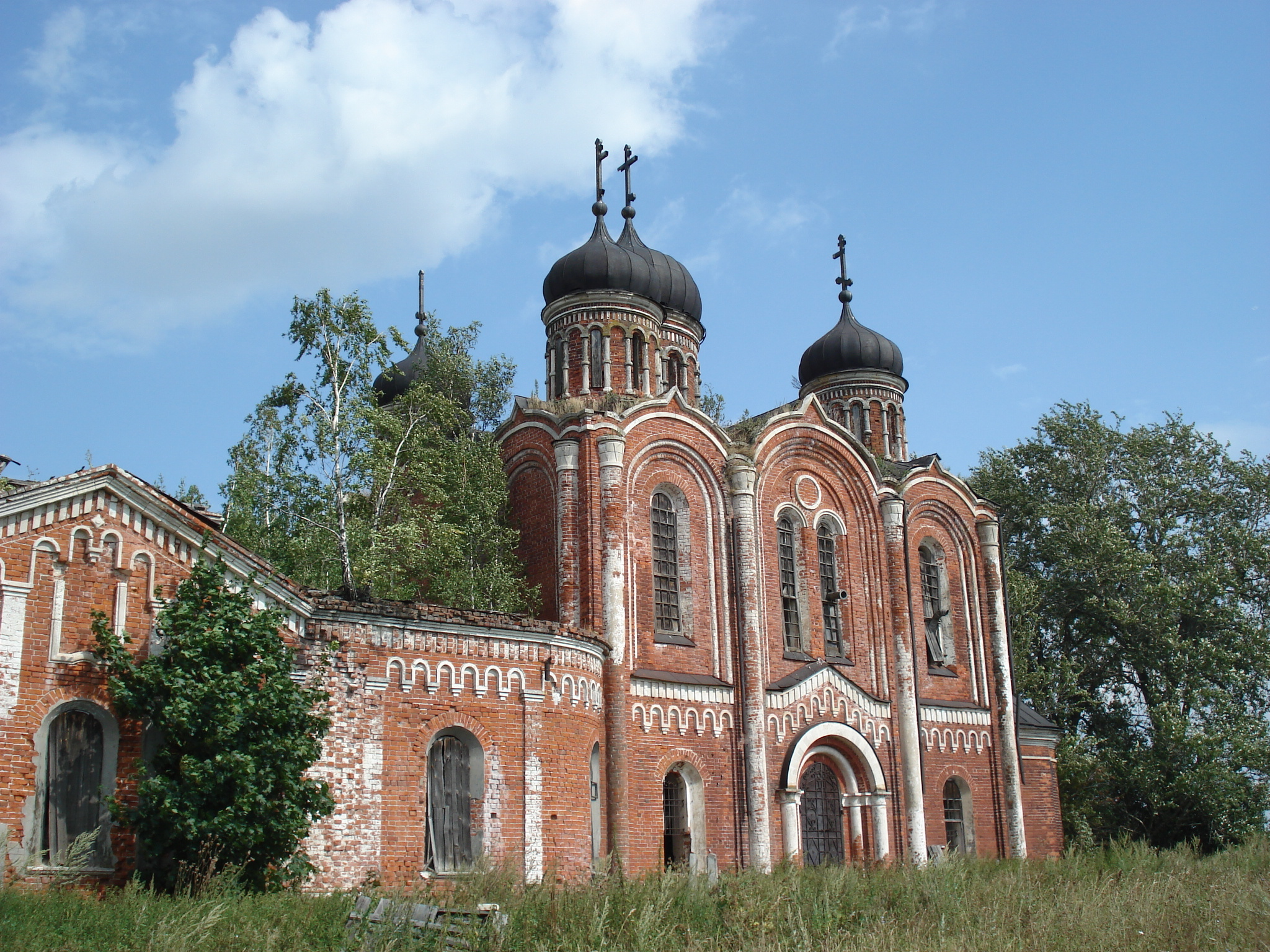
Троицкая церковь села Красно, настоятелем которой был отец Иоанна и рядом с которой прошло детство Иоанна

Родился 24 августа (5 сентября) 1844 года в селе Красно Муромского уезда Владимирской губернии (ныне в Вачском районе Нижегородской области). Отец — протоиерей Смирнов Ксенофонт Прохорович (1822—1904), настоятель Троицкого храма в селе Красно, за своё служение в 1893 году получил потомственное дворянство, был награждён орденами Святой Анны 3-й степени и Святого Владимира. Мать — Татьяна Ивановна (1820—1904). Дед Прохор Афанасьевич Смирнов, также происходил из духовного сословия — был настоятелем храма Вознесения Господня в селе Борисоглебское Муромского уезда. Братья: Николай (1848—1907) — статский советник, богослов и редактор «Пензенских епархиальных ведомостей», Фёдор (1852—1930) — действительный статский советник, управляющий Рязанской контрольной палатой.
В 1858 году окончил Муромское духовное училище, в 1863 году — Владимирскую духовную семинарию, из богословского отделения которой поступил в Санкт-Петербургскую духовную академию. Окончил её в 1867 году со степенью кандидата богословия. В 1869 году защитил магистерскую диссертацию.
С 6 марта 1868 года — преподаватель Священного Писания, с 3 сентября 1875 — инспектор, с 25 апреля 1883 — ректор Рязанской духовной семинарии.

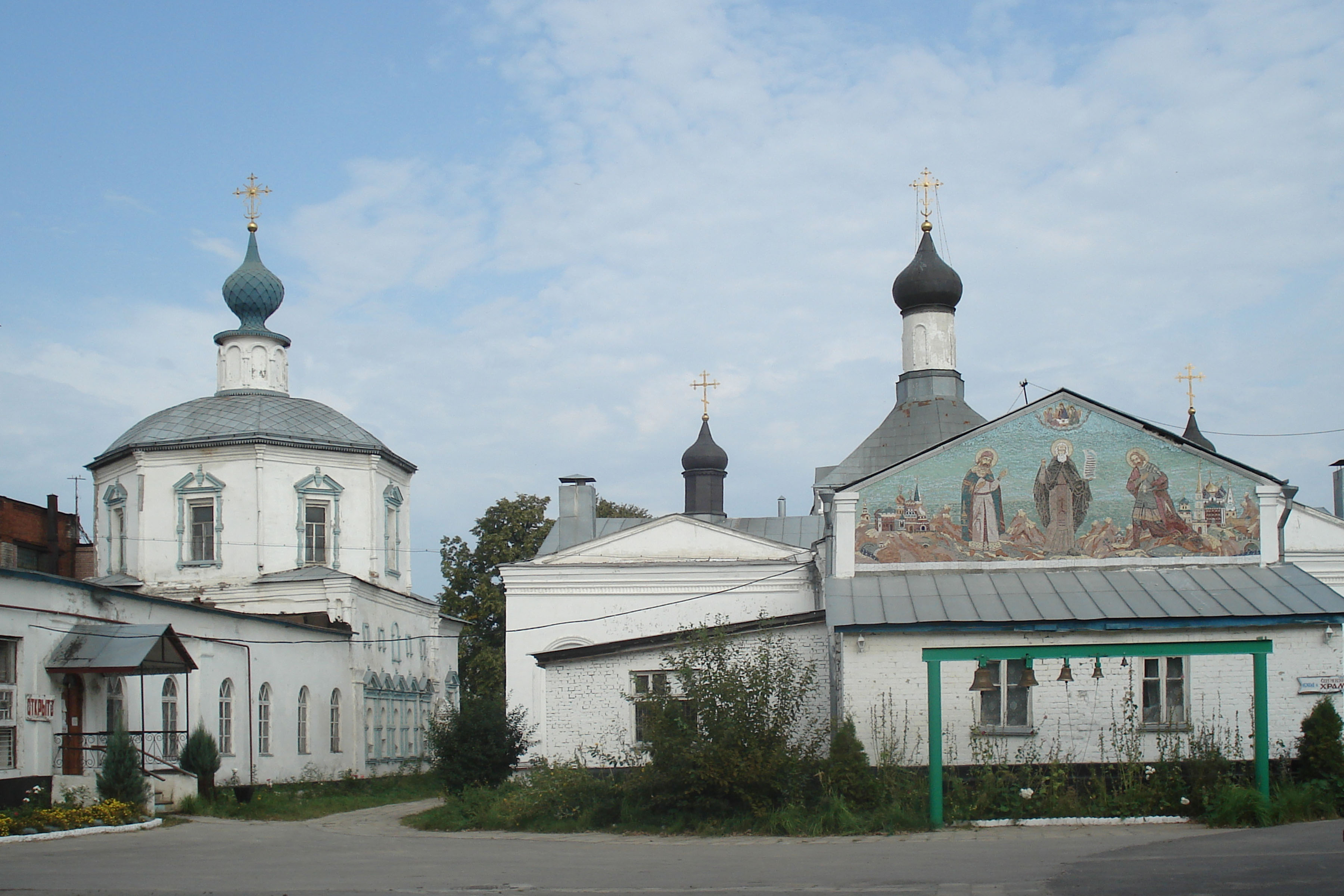
Рязанский Троицкий монастырь, где Иоанн был арихимандритом и где, возможно, он похоронен

Был рукоположён во иерея 2 мая 1883 года, а 6 мая возведён в сан протоиерея с назначением настоятелем Владимирского храма при семинарии. Председатель епархиального училищного совета с 1883 года, член Рязанского отдела Императорского православного палестинского общества и Рязанской ученой архивной комиссии с 1884 года, член совета Братства Святого Владимира и местного управления Российского общества Красного Креста с 1898 года.
В браке с Клавдией Ивановной у него было два сына (Иван и Евгений) и три дочери (Елизавета, Юлия и Татьяна).
После смерти жены, 28 июля 1901 года, согласно прошению, уволен от должности ректора семинарии; 13 сентября того же года был пострижен в монашество, а 14 сентября возведён в сан архимандрита Рязанского Троицкого монастыря.
28 апреля 1902 года в Исаакиевском соборе Санкт-Петербурга хиротонисан во епископа Чебоксарского, второго викария Казанской епархии. Чин хиротонии совершили митрополит Санкт-Петербургский и Ладожский Антоний (Вадковский), митрополит Киевский и Галицкий Феогност (Лебедев), архиепископ Казанский и Свияжский Арсений (Брянцев), архиепископ Иркутский и Верхоленский Тихон (Троицкий-Донебин), епископ Полоцкий и Витебский Тихон (Никаноров) и епископ Гдовский Константин (Булычёв).
С 4 февраля 1904 года — епископ Полтавский и Переяславский. Председатель Полтавского отдела Императорского православного палестинского общества, организовал в епархии Церковный историко-археологический комитет и древлехранилище.
Кавалер орденов Святого Станислава 3-й степени, Святой Анны 3-й и 2-й (1890) степеней, Святого Владимира 4-й (1894), 3-й (1898) и 2-й (1909) степеней.
C 1910 года — почётный член Санкт-Петербургской духовной академии.

### Архиепископ Рижский и Митавский

#### Довоенный период
С 13 августа 1910 года — епископ Рижский и Митавский. Председатель епархиального комитета Православного миссионерского общества (1910), почётный член Московской духовной академии (1914).

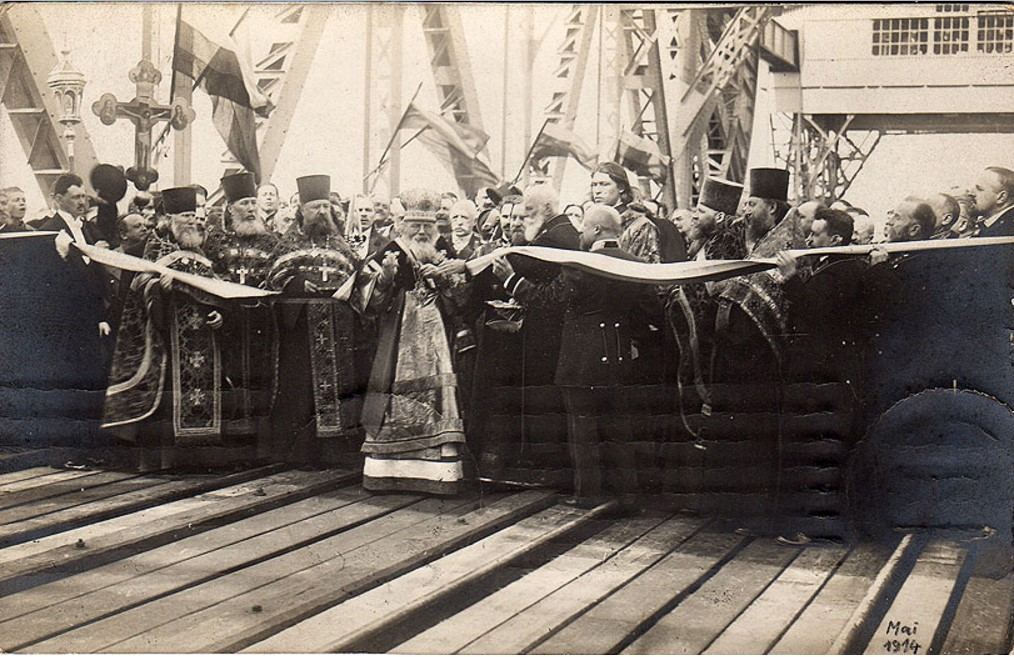
Архиепископ Рижский Иоанн открывает железнодорожный мост через р. Даугаву в Риге май 1914 года

Сохранял ровное, благожелательное отношение к латышам и эстонцам, старался выдвигать из их среды священников, учителей приходских школ, а в важных случаях брал на себя роль защитника прав коренного латышского и эстонского населения, если эти права были нарушены местными немцами. Много разъезжал по епархии. В 1912 году, 17 июня, освящал нижний храм в честь Успения Божией Матери в Рижском Троице-Сергиевом женском монастыре, в начале июля участвовал в юбилейных торжествах по случаю 50-летия прихода в Пайде (Эстония), а 9 июля прибыл в Тюри (Эстония), где освятил новый иконостас школьно-молитвенного дома. В 1913 году посещал часовню в эстонской деревне Агусалу. Был настоятелем Рижского Алексеевского необщежительного монастыря.
Активно борясь с алкоголизмом прихожан, привлёк к этому не только антиалкогольные общества, но и все организации Церкви. В определённые дни для борьбы с пьянством мобилизовались все деятели церковных организаций и учреждений.
В книге «Православные в Латвии» (сост. А. Поммер) владыке дана следующая характеристика:
Служение интересам православных и православия в Прибалтийском крае он начал на склоне своих лет, когда его силы старостью были ослаблены и энергия утомлена. Но строго аскетический образ жизни все же сохранил в нём еще много физических и духовных сил, ибо иногда не хотелось верить, что архипастырь достиг уже очень преклонного возраста. По складу души архиепископ Иоанн был человеком мира. Он умел установить мир и спокойствие в среде подчинённых даже в такое неспокойное время, как начало «Мировой войны». От своих предшественников он получил наследие — епархию в отличном состоянии и его заслуга заключается в том, что, несмотря на разбушевавшуюся войну, он не дал всему этому наследию погибнуть.
6 мая 1912 года был возведён в сан архиепископа.
В июле 1915 года эвакуировался в Юрьев Лифляндской губернии, откуда в дальнейшем руководил епархией. 24—25 сентября 1916 года посетил Новгород, чтобы совершить богослужения в Савво-Вишерском монастыре, куда были эвакуированы сёстры Рижского Свято-Троицкого женского монастыря.
В первые дни марта 1917 года, учитывая «неокончательное» отречение Михаила, рассматривал возможность молитвы о царской власти. Телеграфировал Святейшему Правительствующему Синоду 4 (17) марта 1917 года,: «Прошу указаний, как совершать царское возглашение на богослужении». Святейший Синод сформулировал свою позицию только 7 марта: «Вместо поминовения царствовавшего дома возносить моление о Богохранимой Державе Российской и Благоверном Временном Правительстве ея».
В 1917—1918 годах был членом Поместного собора, участвовал в 1–2-й сессиях, член Судной комиссии при Совещании епископов, председатель XIII, член VII, XIV отделов. Поддержал обращение делегатов, чтобы управление латышскими и эстонскими приходами было передано епископам соответствующего происхождения. Епископ Иоанн (Поммер) убедил его, что Рижскую епархию надлежит разделить на две с оставлением всех латышских приходов в Рижской епархии и отнесением всех эстонских приходов в новую, Ревельскую епархию. Подал представление патриарху Тихону и ходатайство о переводе его на освободившуюся кафедру в Рязани.

### Архиепископ Рязанский и Зарайский
С 20 ноября 1917 года архиепископ Рязанским и Зарайским.
В 1918 году награждён крестом на клобук, председатель епархиального съезда духовенства.
Скончался от воспаления лёгких 14 октября 1919 года. В отношении места его захоронения имеются две точки зрения: или в Архангельском соборе Рязанского кремля, или в соборе рязанского Троицкого монастыря.
Известен отзыв старца Зосимовской пустыни преподобного Алексия о Иоанне: «Великий подвижник и достойный святитель».

## Богослов

Иоанн (Смирнов)
«Пророк Аввакум». 1877 г.

Большинство сочинений Иоанна — экзегетика книг малых пророков Ветхого Завета: Амоса, Авдия, Иоиля, Ионы, Осии, Михея, Наума, Софония, Аввакума, Аггея, Захарии и Малахии, а также книги пророка Даниила.
Профессор Юнгеров П. А. в своём обзоре экзегетики Ветхого Завета выделяет произведения Иоанна, как отличающиеся большей последовательностью в объяснении книг избранных им пророков.
Уделял большое значение обстоятельствам эпохи, когда жили и проповедовали пророки и его комментарии носят, в основном, исторический характер. В вопросах исагогики ориентировался во многом на умеренных протестантов, в частности, на лютеранского богослова Карла-Фридриха Кейля.

## Сочинения Иоанна (Смирнова)
Кроме магистерской диссертации «Критический разбор сочинения Босюэта о всеобщей истории» (1896) им были написаны сочинения о пророках Ветхого Завета:
- Пророки: Аггей, Захария, Малахия. Рязань, 1872.
- Святые пророки: Осия и Иоиль., Амос и Авдий. Рязань, 1874.
- Пророк Наум. М., 1876.
- Пророк Иона. М., 1877.
- Пророк Михей. М., 1877.
- Пророк Аввакум. М., 1877.
- Пророк Софоний. М., 1877.
- Св. Пророк Даниил. Рязань, 1879.